# Hoàng Vân
Lê Văn Ngọ, thường được biết đến với tên gọi Hoàng Vân (24 tháng 7 năm 1930 – 4 tháng 2 năm 2018), là một nhạc sĩ người Việt Nam. Ông có một sự nghiệp sáng tác phong phú với thành công trên rất nhiều thể loại, nổi bật là những bài hát về các ngành nghề kinh tế và các địa phương. Các bài hát tiêu biểu của ông bao gồm "Bài ca xây dựng", "Hò kéo pháo", "Người chiến sĩ ấy", "Quảng Bình quê ta ơi", "Tôi là người thợ lò", "Nổi trống lên rừng núi ơi" và "Hát về cây lúa hôm nay". 
Bên cạnh đó, ông đã để lại bốn bản giao hưởng (trong đó có "Thành đồng tổ quốc", 1960, một trong những bản giao hưởng thơ đầu tiên của Việt Nam), bản nhạc vũ kịch "Chị Sứ" (1968), nhiều tác phẩm viết cho hợp xướng, đại hợp xướng và dàn nhạc giao hưởng, hàng chục tác phẩm cho nhạc thính phòng, nhạc phim, kịch, múa rối và hợp xướng thiếu nhi.

## Tiểu sử
Ông sinh ngày 24 tháng 7 năm 1930 tại Hà Nội trong gia đình Nho học ở phố Hàng Thùng, có cha và ông nội đều là nhà nho. Cháu họ ông là nhà thơ, nhà biên kịch Lê Quốc Toàn (bút danh Lê Nguyên). Năm 16 tuổi, ông gia nhập Đội thiếu niên cứu quốc Mai Hắc Đế, là liên lạc viên tự vệ khu Đông Kinh Nghĩa Thục (Liên khu I) Hà Nội, rồi làm phụ trách Thiếu sinh quân Trung đoàn 165, Sư đoàn 312. Sau đó, ông tham gia Đội Tuyên truyền võ trang Lao Hà, làm báo chí và công tác địch vận của trung đoàn, sư đoàn và sau đó phụ trách văn nghệ ở Sư đoàn 312.
Sau 1954, ông được cử đi tu nghiệp tại Học viện Âm nhạc Trung ương, Bắc Kinh, Trung Quốc. Khi về nước, ông chỉ huy dàn nhạc đoàn ca nhạc Đài Tiếng nói Việt Nam kiêm chỉ đạo nghệ thuật cho đến 1970, đồng thời tham gia giảng dạy môn sáng tác và phối khí tại Nhạc viện Hà Nội cho đến năm 1989. Từ 1963-1989, ông là Uỷ viên Ban Chấp hành Hội Nhạc sĩ Việt Nam, là trưởng ban sáng tác thanh nhạc và công tác tại Hội cho đến năm 1996. Năm 1975, ông đi thực tập một thời gian tại Nhạc viện Sofia, Bulgaria.
Hoàng Vân vẫn tự hào là ít có người sống trong phố cổ Hà Nội từ lúc sinh ra đến năm hơn 80 tuổi như ông. Hoàng Vân có sở thích viết thư pháp, chơi đồ cổ và đọc sách. Hai người con của ông là nhạc trưởng Lê Phi Phi và Tiến sĩ - nhà nghiên cứu âm nhạc Lê Y Linh đều thành danh.
Hoàng Vân qua đời vào khoảng 4 giờ sáng 4/2/2018 tại nhà riêng. Trước đó, ông bị bệnh viêm phổi và một số bệnh tuổi già.

## Sự nghiệp
Năm 1948, Lê Văn Ngọ được cháu họ là Lê Quốc Toàn (Lê Nguyên) giới thiệu vào làm công tác văn hóa tại Trung đoàn 171 - Trung đoàn Lao Hà. Đơn vị này sau đó đổi thành Trung đoàn 165 (Thành Đồng biên giới) thuộc Sư đoàn 312, các binh sĩ trực thuộc cũng phải thay tên để đảm bảo bí mật, Lê Văn Ngọ lấy ten mới là Hoàng Vân, theo đó "Vân" là tên một người phụ nữ mà ông Ngọ có cảm tình.
Hoàng Vân bắt đầu sáng tác từ năm 1951 với những ca khúc được phổ biến rộng rãi tại vùng Tây Bắc, Việt Bắc như "Chiến thắng Tây Bắc", "Chiến thắng Hoà Bình", "Tin chiến thắng",... Năm 1954, ông sáng tác ca khúc nổi tiếng "Hò kéo pháo". Từ đây sự nghiệp sáng tác của ông bắt đầu nở rộ với hàng loạt ca khúc, hợp xướng, hòa tấu. Ngoài ra ông còn viết nhạc cho phim, kịch nói, tác phẩm khí nhạc, dàn nhạc giao hưởng, hợp xướng.
Ngoài công việc sáng tác, ông còn tham gia công tác giảng dạy ở Nhạc viện Hà Nội. Nhiều trong số các học trò của ông đã thành danh như An Thuyên, Trương Ngọc Ninh, Văn Thành Nho, Phú Quang,...
Ông đã xuất bản các sách nhạc gồm Hai chị em (Nhà xuất bản Âm nhạc, 1973), 6 ca khúc Hoàng Vân (Nhà xuất bản Âm nhạc, 1980), Ca khúc Hoàng Vân (Nhà xuất bản Âm nhạc, 1986), Tuyển chọn ca khúc Hoàng Vân (Nhà xuất bản Âm nhạc và Hội nhạc sĩ Việt Nam) kèm theo băng cassette audio (1994). Các sách được xuất bản tại nước ngoài là Tổng phổ giao hưởng Thành đồng Tổ quốc (in tại Cộng hòa Dân chủ Đức và Bulgaria), Hành khúc con voi (Voi kéo gỗ) (Nhà xuất bản Âm nhạc Moskva, Liên Xô).
Ngày 10 tháng 6 năm 2005, tại Hà nội đã có một đêm hòa nhạc giao hưởng mang tên ông được tổ chức tại Nhà hát Lớn Hà Nội, biểu diễn ba tác phẩm: Thơ giao hưởng số 1 Thành đồng Tổ quốc (1960), concertino cho violon và dàn nhạc dây Tuổi trẻ và tình yêu (1975) và Đại hợp xướng Điện Biên Phủ (2004). Chương trình do Dàn nhạc giao hưởng, hợp xướng Nhạc viện Hà Nội thể hiện, do con trai ông - nhạc trưởng Lê Phi Phi - chỉ huy.
Ông được trao Giải thường Hồ Chí Minh về văn học nghệ thuật vào năm 2000.
Ngày 10/4/2025, Hội đồng Chấp hành UNESCO đã nhất trí ghi danh “Sưu tập của nhạc sĩ Hoàng Vân” là Di sản Tư liệu thế giới trong khuôn khổ chương trình Memory of the World, UNESCO. Sưu tập bao gồm hơn 700 tác phẩm âm nhạc sáng tác từ năm 1951 đến 2010, với nhiều chất liệu và có tính tiếp cận cao qua trang web đa ngữ https://hoangvan.org.  

## Ca khúc
Hoàng Vân là một nhạc sĩ có nhiều ca khúc nổi tiếng như: "Hò kéo pháo", "Tôi là người thợ lò", "Hà Nội - Huế - Sài Gòn", "Quảng Bình quê ta ơi", "Nổi trống lên rừng núi ơi", "Không cho chúng nó thoát", "Bài ca giao thông vận tải", "Chào anh giải phóng quân - Chào mùa xuân đại thắng", "Hai chị em", "Tiếng cồng giải phóng - Tiếng cồng chiến thắng" (bút danh Y - Na), "Trên đường tiếp vận" (bút danh Y - Na), "Người chiến sĩ ấy", "Guồng nước quay", "Nghe anh thương binh hát"... Ông còn một số sáng tác phổ thơ như: "Hát ru" (thơ Tố Hữu), "Những cánh buồm" (thơ Hoàng Trung Thông), "Nhớ" (thơ Nguyễn Đình Thi), "Tâm tình người thủy thủ" (thơ Mai Liêm, tức Hà Nhật),... Sau 1975, ông có các sáng tác như "Bài ca xây dựng", "Tình yêu của đất và nước", "Hát về cây lúa hôm nay", "Bài ca tình bạn", "Tình ca Tây Nguyên",... Ngoài ra ông còn viết các ca khúc thiếu nhi như: "Ca ngợi Tổ quốc", "Mùa hoa phượng nở", "Em yêu trường em", "Mùa xuân", "Hai con búp bê", "Đôi mắt chim câu", Tổ khúc "Bốn mùa", "Con chim vành khuyên", "Bảy sắc cầu vồng", "Hôm nay là đội viên, ngày mai là đoàn viên", "Đường lên đỉnh núi" (nhạc mở đầu - kết thúc chương trình truyền hình Đường lên đỉnh Olympia), "Chú em là thủy thủ"...
Nhiều bài hát của ông đã trở thành bài hát truyền thống của ngành nghề kinh tế, ví dụ "Bài ca xây dựng", "Bài ca người giáo viên nhân dân", "Hát về cây lúa hôm nay", "Tôi là người thợ lò", "Bài ca giao thông vận tải", "Tâm tình người thủy thủ",...
Những ca khúc của nhạc sĩ Hoàng Vân:
- Ánh lửa màu cam trong nhà máy (1968)
- Buổi sáng trên cao nguyên (1979)
- Bài ca Vĩnh Linh (1966)
- Bài ca bên tay lái (1967)
- Bài ca giao thông vận tải (1966)
- Bài ca gửi người chiến sĩ công an đường sắt (1968)
- Bài ca người chiến sĩ áo trắng (1968)
- Bài ca người giáo viên nhân dân (1968)
- Bài ca người phụ nữ Việt Nam
- Bài ca người đánh cá Quảng Ninh
- Bài ca pháo binh (1968)
- Bài ca tình bạn
- Bài ca xây dựng (1973)
- Bài thơ gửi Thái Nguyên (1961)
- Bình minh thế kỷ (1999)
- Bông hoa bên mộ anh (1960)
- Bảy sắc cầu vồng
- Bốn mùa (tổ khúc)
- Ca ngợi Tổ quốc
- Chia tay với chùa Hương
- Chiến thắng Tây Bắc (1952)
- Chào Thăng Long, chào Hà Nội
- Chào anh giải phóng quân - chào mùa xuân đại thắng (1968)
- Chú bộ đội đi xa
- Chú em là thủy thủ
- Chúng ta là giai cấp công nhân (1970)
- Con chim vành khuyên (1970)
- Cô gái Thái Bình
- Đôi mắt chim câu
- Đường lên đỉnh núi (nhạc mở đầu/kết thúc Đường lên đỉnh Olympia)
- Đường về Tây Nguyên
- Đội bóng chúng tôi
- Em bé Hà Nội
- Em yêu Hà Nội
- Em yêu trường em
- Guồng nước quay
- Gửi bạn chiến đấu Lào
- Hai chị em (1965)
- Hai con búp bê
- Hai cô gái hát bài ca yêu thích
- Hà Nội - Huế - Sài Gòn (1961)
- Hà Nội chào Huế chiến thắng
- Hành khúc mùa xuân
- Hát ru
- Hát về cây lúa hôm nay (1970)
- Hò kéo pháo (1954)
- Hò Huế chiến thắng
- Hôm nay là đội viên, ngày mai là đoàn viên (1966)
- Hát dưới cờ búa liềm (1976)
- Hoa ban trắng
- Học giỏi làm cháu ngoan Bác Hồ
- Hội hoa mùa xuân
- Hồi tưởng (1960)
- Không cho chúng nó thoát (1964)
- Kỷ niệm ở quê hương
- Màu áo trắng và màu áo tím
- Mùa hoa phượng nở (1970)
- Mùa xuân mới đọc thơ Bác Hồ
- Mùa lúa chín trên cánh đồng Điện Biên (thơ Nguyễn Bảo)
- Nghe anh thương binh hát
- Người chiến sĩ ấy (1969)
- Nhớ (thơ Nguyễn Đình Thi) (1961)
- Nhớ lời Bác
- Những cánh buồm (thơ Hoàng Trung Thông)
- Niềm vui gia đình (nhạc kết thúc Ở nhà chủ nhật)
- Nổi trống lên rừng núi ơi (1965)
- Nụ cười và tiếng hát
- Quảng Bình quê ta ơi (1964)
- Tâm tình người thủy thủ (1961)
- Thành phố chúng ta, nhà máy chúng ta (1965)
- Thành phố mùa xuân
- Tiếng cồng giải phóng, tiếng cồng chiến thắng
- Tin chiến thắng
- Tình ca người thợ mỏ
- Tình ca Tây Nguyên
- Tình ca Vũng Tàu
- Tình yêu Hà Nội (1984)
- Tình yêu của đất và nước
- Tôi yêu nhà máy của tôi (1971)
- Tôi là người thợ lò (1964)
- Trên quê hương những người thợ khéo (1967)
- Tuổi trẻ đi xa
- Từ Quảng Bình hát về Quảng Trị
- Vượt núi

Tiếp nối thể loại trường ca, một thể loại âm nhạc đặc sắc của Việt Nam, ông có những tác phẩm như "Hà Nội - Huế - Sài Gòn", "Bài thơ gửi Thái Nguyên" (lời Lê Nguyên), "Việt Nam muôn năm", "Tôi là người thợ lò",...

## Khí nhạc - Nhạc thính phòng
Ông còn viết nhiều tác phẩm khí nhạc cho các nhạc cụ của dàn nhạc giao hưởng (nhạc thính phòng), và các nhạc cụ dân tộc như những tác phẩm sau đây:
- Fugue cho piano (nhạc viện Bắc Kinh in)
- Tổ khúc cho hautboy và piano
- Rhapsodie cho violon Tình yêu và tuổi trẻ
- Hành khúc con voi (Voi kéo gỗ trên lâm trường) cho kèn basson (pha-gốt, fagotte)
- Vui được mùa, Rondo và Hoa thơm bướm lượn cho độc tấu flute
- Concerto cho piano và dàn nhạc
- Concertino cho violon và dàn nhạc dây Tuổi trẻ và tình yêu (1975)
- Quintete Giai điệu ngũ cung cho bộ kèn (1994)
- Giai điệu tình yêu và Vũ khúc 89 cho saxophone

## Hợp xướng - Giao hưởng-hợp xướng
Ngoài sáng tác ca khúc, ông còn viết nhiều tác phẩm hợp xướng: Thành phố chúng ta nhà máy chúng ta, Kỷ niệm ở quê hương (a capella, hợp xướng không nhạc đệm), Tình yêu quê hương và Bình minh thế kỷ (trên ý thơ của Nguyễn Đình Thi), Mặt quê hương (a capella) trên thơ của Tế Hanh...
Hợp xướng với dàn nhạc giao hưởng: Hồi tưởng, Việt Nam muôn năm, Vượt núi, giao hưởng hợp xướng 4 chương Điện Biên Phủ (2005)
Hợp xướng thiếu nhi: Tuổi lên mười, Hát dưới cờ búa liềm, Học giỏi chăm làm cháu ngoan Bác Hồ, Mùa hè (trong tổ khúc Bốn mùa)...

## Tác phẩm cho dàn nhạc giao hưởng
Giao hưởng thơ số 1 "Thành đồng tổ quốc" (1960)
Chưa công bố:
Giao hưởng số 2 "Tưởng niệm" (1991), 4 chuơng, đổi tên thành Sinfonia Lyrica năm 2010
Giao hưởng thơ số 3 "Tuổi trẻ của tôi" (2000)

## Nhạc cho phim và sân khấu
Hoàng Vân đã viết nhạc cho nhiều bộ phim Việt Nam, trong đó có những phim đã ghi dấu ấn trong nền điện ảnh như: Nổi gió, Con chim vành khuyên, Vĩ tuyến 17 ngày và đêm, Khói trắng, Em bé Hà Nội, Mối tình đầu, Đất mẹ, Hẹn gặp lại Sài Gòn, Đường lên cổng trời...
Ông viết nhạc cho vũ kịch Chị Sứ, kịch Nila..., các vở kịch hát (operette) Nỗi nhớ Mai Lan, Tình yêu nàng Sa, Giai điệu tháng 5... cùng nhiều vở chèo, cải lương, và hàng chục bộ phim tài liệu.

## Ca sĩ thể hiện
Các ca khúc Hoàng Vân được nhiều ca sĩ thể hiện như: Lan Anh, Trần Khánh, Tuyết Thanh, Mỹ Bình Lưu trữ ngày 31 tháng 3 năm 2024 tại Wayback Machine, Thanh Huyền, Bích Liên, Thu Hiền, Đăng Dương, Trọng Tấn, Anh Thơ,... Đặc biệt Trần Khánh đã gắn liền với Hoàng Vân qua những ca khúc như "Tôi là người thợ lò", "Người chiến sĩ ấy", "Tin chiến thắng"... và hợp xướng Hồi tưởng. Những ca khúc như "Tôi là người thợ lò", "Người chiến sĩ ấy", "Hà Nội - Huế - Sài Gòn", "Bài ca xây dựng"... được lựa chọn và biểu diễn nhiều trong cuộc thi Liên hoan tiếng hát truyền hình toàn quốc (Sao Mai).

## Gia đình
Vợ ông là một bác sĩ, tiến sĩ y học tên Lê Thị Ngọc Anh, bác sĩ, tiến sĩ chuyên khoa về dinh dưỡng. Hai ông bà có hai người con. Con trai ông là giáo sư, nhạc trưởng Lê Phi Phi (1967). Con gái ông là Lê Y Linh (1963), tiến sĩ, nhà nghiên cứu âm nhạc định cư tại Pháp.